# Аршак (фільм)
«Аршак» («Արշակ») — радянський телефільм 1973 року, знятий режисером Жирайром Аветісяном на Студії телефільмів «Єреван».

## Сюжет
Телефільм про безпритульних дітей Єревана 1920-х років.

## У ролях
- Вахінак Маргуні — головна роль
- Едгар Елбакян — головна роль
- Георгій Чепчян — роль другого плану
- Б. Казарян — роль другого плану
- П. Мурадян — роль другого плану

## Знімальна група
- Режисер — Жирайр Аветісян
- Сценарист — Шаген Татікян
- Оператор — Едуард Варданян
- Композитор — Едуард Багдасарян
- Художник — А. Саркісян